# Монті Пайтон: а зараз щось зовсім інше
«Монті Пайтон: а зараз щось зовсім інше» (англ. And Now for Something Completely Different) — британський комедійний фільм, збірник найкращих скетчів комік-групи Монті Пайтон, з 1-го та 2-го сезону Літаючого цирку.

## Актори
- Грехем Чепмен
- Джон Кліз — ведучий
- Ерік Айдл
- Террі Джонс
- Майкл Пелін
- Террі Гілліам — анімація
- Керол Клівленд
- Конні Бут

## Список скетчів
1. Як бути невидимим
2. Анімація: Початкові титри
3. Людина з магнітофоном в носі
4. Угорський розмовник
5. Анімація: Долонні рослини
6. Анімація: Самогубство перукаря
7. Спеціаліст зі шлюбних проблем
8. Анімація: Коляска-людожер
9. Анімація: Давид та його листочок
10. Зрозуміли про що я? (Nudge Nudge)
11. Самооборона проти свіжих фруктів
12. Пекельні бабусі
13. Стройова підготовка
14. Анімація: Пригоди родимки
15. Експедиція на Кіліманджаро
16. Дівчата у бікіні
17. Може, підемо до мене?
18. Ексгібіціоніст
19. Анімація: Американський захист
20. Анімація: Конрад Пухс та його танцюючі зуби
21. Музичні миші
22. Сер Едвард Росс
23. Вкрадені молочники
24. Найсмішніший жарт на світі
25. Анімація: Стара, що не могла сісти до автобуса
26. Анімація: Машини-вбивці
27. Мертвий папуга
28. Пісня дроворуба
29. Брудна виделка (Ресторанний скетч)
30. Анімація: Музична інтерлюдія
31. Анімація: Як будувати деякі цікаві речі
32. Грабіжник банків
33. Люди, що випадають з будівель
34. Анімація: Жук
35. Анімація: Три людини
36. Консультант по працевлаштуванню
37. Шантаж
38. Битва за Перл-Гарбор
39. Романтична інтерлюдія
40. Найкраща насмішка року
41. Анімація: Фінальні титри